# 映画

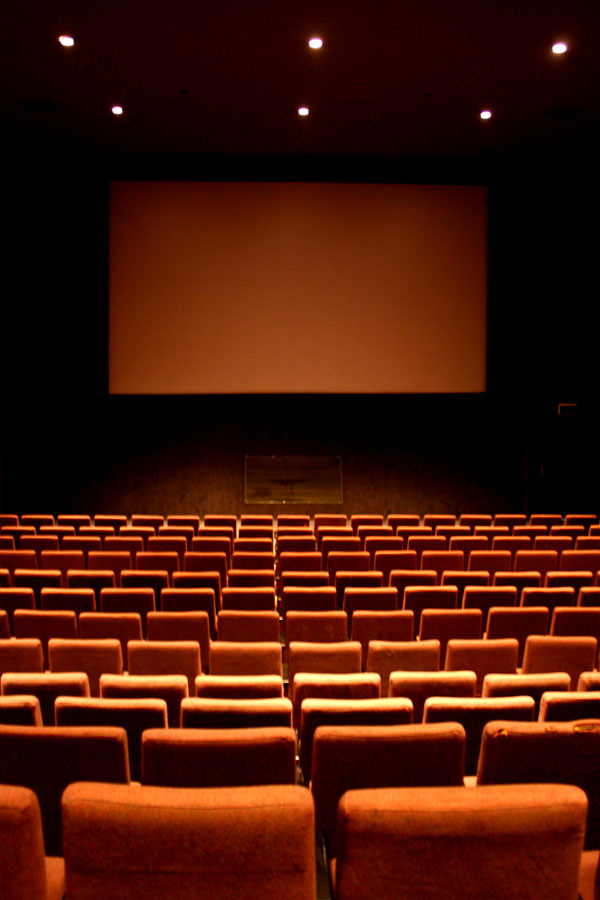
オーストラリアの映画館の内部。正面に大きなスクリーンがあり、多数の客席があり、（この写真には写っていないが）客席の後ろには「映写室」がある。上映時には、まず室内が暗くなり、映写室から強烈な光を放つ装置を用いてスクリーン上への投影が始まり、室内が暗いこともあり、観客は次第に作品の世界に没入してゆくことになる。

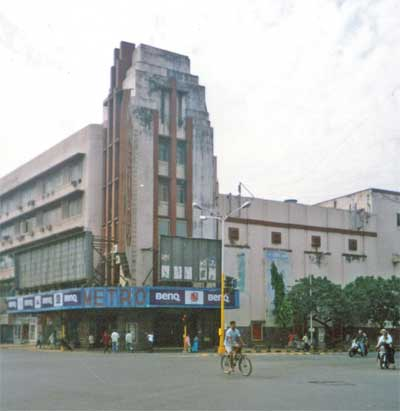
インド・ムンバイの映画館の外観。メトロ・シネマ （2005年）

映画（えいが）とは、長いフィルムに高速度で連続撮影した静止画像を映写機で映写幕（スクリーン）に連続投影することで、形や動きを再現するもの。活動写真、キネマ、シネマとも。
本来の語義からははずれるものの、フィルムではなくビデオテープなどに磁気記録撮影されたものや映画館で上映される動画作品全般についても、慣例的に「映画」と呼ばれている。
映画館が普及して以降、一般的に映画というと専用施設の中でスクリーンに投影して公開する作品を指す。20世紀に大きな発展を遂げた表現手段であり、映画は今や芸術と呼ぶべき水準に達している。また、古くからの芸術である絵画、彫刻、音楽、文学、舞踊、建築、演劇に比肩する新たな芸術として「第八芸術」ないし、舞踊と演劇を区別せずに「第七芸術」とも呼ばれる。また、映像やストーリー、音楽など様々な芸術の分野を織り交ぜてひとつの作品を創造することから「総合芸術」の一種としても扱われる。

## さまざまな呼び方

### 「映画」や「活動写真」
映画
「映画」という語の本来の意味は「画を映すこと」あるいはそうして「映された画」ということである。そのため、近世末期においては写真と同義に用いられていた。そこから転じて、「（スクリーンなどに）画像を映し出すこと」や「映し出される画像」、さらに長いフィルムに撮影された「動きのある画像」に対しても用いられるようになっていった。
なお、『日本国語大辞典第二版』における「映画」の項目には、以下のように記載されている。
1. カメラなどで映し撮ること。また、その画像。
2. 明治時代、幻灯で映写する画像やフィルムのこと。
3. フィルムにより高速度（標準一秒間に二四こま）で撮影した画像を映写幕に連続投影し、見る者に連続した動きを見ているような感じを与える仕組み。活動写真。キネマ。シネマ。ムービー。

活動写真
「活動写真」は英語「motion picture、モーション・ピクチャー）」の直訳語で、元来は幻灯機のことを指すが、後に意味が変じて、映画を指すようになった。

### シネマ
「シネマ」はフランス語の「cinéma」のカタカナ表記である。フランス語のcinémaは、「cinématographe（シネマトグラフ」の短縮形であり、1.シネマトグラフのフィルムを制作し、レアリゼ（＝上映、上演）する技術、2.スクリーン上にあたかも現実が動いているかのように（フィルムを使って）投影すること（＝日本語で言う「映画の上映」）、3.上映を行う場所（＝映画館）、4.フィルムの配給を行う産業（映画の配給会社）、を意味する。フランスでは同国の伝統をふまえて、フランスのリュミエール兄弟が開発したシネマトグラフという概念やその技術（の延長上）というとらえかたで「cinemaシネマ」という言葉や概念が使われているわけである。語源はギリシア語の「κινεῖν（「動く」という意味）」。なお、フランス語でも「film フィルム」という用語もあり、シネマトグラフを実現するための、薄くて細長い物体も当然フィルムと呼ぶが、個々の「映画作品」という意味でもフィルムという。アメリカでは、アート作品をフランス風に「シネマ」と呼び、娯楽作品は英語風に「ムービー」と区別して呼ぶ傾向がある。

### キネマ
戦前の日本では、映画は「キネマ」とも呼ばれた。当時から続く映画雑誌（『キネマ旬報』（キネマ旬報社）など）にこの名前が残っている他、懐古的な情緒が好まれる時にも用いられる。

## 映画の歴史

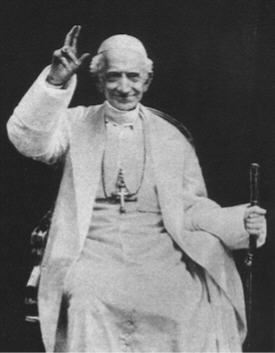
『スア・サンティータ・パーパ・レオーネ XIII』でのレオ13世

19世紀後半に写真技術が発展すると、やがてそれを利用して動く写真の開発が始まり、1893年にトーマス・エジソンが1人でのぞき込んで楽しむキネトスコープを発明するなど、1890年代にはいくつかの映画の原型が考案されていた。そうした中、1895年にフランスのリュミエール兄弟がスクリーンに動く写真を投影して公開した。これが現代にまでつながる映画の起源とされている。
スクリーンに上映する映画は登場と同時に世界中で反響を呼び、開発の翌年には各国で上映されるようになった。草創期の映画は単に事実を記録した映像に過ぎなかったが、それでも新奇さから各地の見世物で大当たりを取り、映画館が相次いで各地に設立された。20世紀に入るとストーリーを持つ映画の制作が始まり、盛んに映画作品が作られるようになった。
映画表現において大きな画期となったのは、1920年代の「トーキー」の登場、それに続いて行われたいわゆる「総天然色」映画の登場が数えられよう。これらはそれぞれ、それまでの映画の形式を最終的には駆逐するにいたった。例えば、今では「トーキー」以前の形式である「サイレント」が新たに発表されることはほぼない。また、今「モノクローム」で撮影された映画が発表されることは極めてまれである。
20世紀前半に行われたこれらの映画技術の進展とは異なり、20世紀後半の映画技術の発展は映画表現の多様性を増す方向に作用した。
戦後、普及した映画の撮影技法には、例えば「特殊撮影」「アニメーション」「コンピュータ・グラフィクス」が挙げられる。これらの新たな撮影技法は、それ以前の方法を駆逐することによって普及したのではなく、それが登場する以前の撮影技法と共存しつつ独自の分野を成す形でそれぞれの発展を遂げている。
1970年代からはVTRが普及したが、フィルムとビデオとの基本的な表示方式の違いから映画は35mmフィルムによる撮影が一般的であった。21世紀に入った頃から商業作品もデジタルビデオカメラで撮影され、フィルムを使わずコンピュータ上で編集される例が増加している。詳しくはデジタルシネマを参照。
1990年代以降はコンピューターを使って画像を生成したコンピューターグラフィックス通称CGが大々的に使われるようになる。

## 分類・種類
映画には、技術的な側面に着目した分類、観客に映画作品を届ける経路やビジネスモデルによる分類、コンテンツ（作品内容）による分類などさまざまな分類法がある。
劇場公開用映画 / テレビ映画 / ビデオ映画
映画は、もともと映画館など専用の上映施設で上映されるものとして発達してきた。ビジネスモデルとしては、制作会社や配給会社が、映画館に対して映画作品のフィルムを一定期間貸し出し収益を得るというしくみであった。現在でも劇場で公開する映画は映画の基本であるが、劇場で公開する映画をレトロニムで「劇場公開作品」「劇場公開映画」などと呼ぶこともある。
その後、各国で1940年代や1950年代になってテレビの放送が始まると、すでに劇場公開が行われた映画作品を、後からテレビの電波に乗せるということも行われるようになった。やがて、最初からテレビ放送を目的に映画フィルムで撮影される映画作品が作られるようになった。このような作品は特に「テレビ映画」と分類する。1960年代のアメリカのテレビ番組の中では一種の「主力の番組」として内容としては西部劇や「ホームドラマ」の映画が多く製作された。
1970年代後半～1980年代以降に、ベータマックスやVHSなどといった規格の比較的安価な家庭用のビデオ装置が先進国の家庭から次第に普及してゆくと、やがて、数千円～1万円超という価格設定で映画作品がビデオテープの形でも販売されるようになった。こうしてビデオテープ化される映画作品の数が次第に増えてゆくと、そうしたビデオテープを貸すレンタルビデオ業者が登場し、最初から劇場公開をせずビデオテープとして流通する映画も登場した。こうした映画は「ビデオ映画」（あるいは「オリジナルビデオ」など）と分類される。近年、ブロードバンドが一般家庭にも普及すると、テレビ放送以外にネット配信からも映画会社が相応の権利料を得るようになった。2010年代以降、Netflixが、最初からNetflixのコンテンツとして提供するために、"オリジナル映画"を多数製作し日本を含む世界各国で配信するようになった。
こうして観客に映画作品が届けられる経路が多様化するにしたがい、境界域が曖昧になり、どこで線引きするか、決定的な線というは一律に定めることは次第に難しくなってきている。たとえばアメリカでは以前から「テレビ映画」のジャンルが活発であるが、映画のアカデミー賞や「ゴールデングローブ賞映画部門」などの映画賞の対象となる作品は、応募資格を「映画館で上映される作品」、あるいは「ペイパービューで配信される作品」と限定し、「テレビ映画」は排除しているのだが、その一方で、アメリカのエミー賞やゴールデングローブ賞テレビ部門などのテレビ番組賞には、「テレビ映画」を対象とする賞が別枠で設けられる、という状況になっている。
2017年2月にはNetflixオリジナル作品『ホワイト・ヘルメット -シリアの民間防衛隊-』（アインシーデル監督）が第89回アカデミー賞において短編ドキュメンタリー賞を受賞。新型コロナウイルス感染症の影響で多くの映画館が閉鎖された第93回アカデミー賞においては受賞資格が緩和されるとともに、初上映が配信形式であった作品のノミネート、受賞が相次いだ。
フィルム式 / 磁気媒体式 / デジタル式
映画の歴史を踏まえると、もともとは映画というのは写真フィルムで撮影されるものである。
やがて、そうしたフィルムを磁気フィルムにとりこむ、ということも行われるようになったが、もともと劇場で大型スクリーンに投影することを前提としている映画の世界では、基本的に35mmフィルムでの撮影が標準でありつづけた。
1990年代あたりから、国ごとに状況が異なるようになってゆき、資金面で余裕のあるハリウッドメージャーの場合、映画（や大型テレビドラマ）は未だ35mmフィルム撮影の方が圧倒的に主流でありつづけ、日本などではむしろデジタル化が進む、という現象も起きた。一部の国で写真フィルムで撮影した素材を一旦デジタル化し、デジタル技術ならではの加工や編集を行う、という手法も用いられるようになった。
2000年代に入ってからは、最初から写真フィルムを用いず、HD24p等のデジタル機器で撮影・編集され、その後フィルムに変換されたうえで劇場に納品される、という映画も登場し、徐々に増えていった。音声情報も映画館の多チャンネルサラウンド化に伴い、フィルムに焼き付けずにCD-ROMなどで納品される場合が増えてきた。（日本国内の限定的な事情については日本映画のページにて詳述する。）
最近の映画館（シネマコンプレックス）で上映される映画作品のほとんどは、「配給」のしくみも変わってきており、（従来のような、フィルムという物体の形で複製物をつくって、物体として「配達」されるのではなく）最初からデジタルデータの形で各映画館にネットワーク回線で伝送（VPN（や専用回線）で伝送）され、それが、デジタルデータを直接的に映像として投影する装置によって、スクリーン上に投影されるようになっている。技術的にいえば、データセンター内に映画会社側のサーバがあり、各映画館は映画作品のデータをダウンロードし、映画会社のほうは「デジタル的な鍵」のやりとりをすることで、各映画館で各作品を上映を可能にしたり反対に不可能にするような操作・管理を行い、ビジネスを行っている。
フィクション / ドキュメンタリーあるいはフィクション / ノンフィクション
コンテンツによる映画作品の分類法のひとつとしては、「フィクション映画」 / 「ドキュメンタリー映画」　と分類する方法がある。また（文章を用いた芸術などと同様に）フィクション映画 / ノンフィクション映画　と分類する方法もある。
国籍別
映画作品については、国籍で分類する、国籍を一種のジャンルのように扱う、ということも行われている。たとえば、アメリカ映画 / フランス映画 / イタリア映画 / イギリス映画 / 日本映画 / 韓国映画 / 中国映画 / インド映画 / ブラジル映画 / アルゼンチン映画 といったようにである。

## 統計

### 映画制作数順
以下のデータは、特に明記されていない限りユネスコ統計研究所による、上映された長編映画（フィクション、アニメーション、ドキュメンタリー）の上位15か国のリストである。
| 順位 | 国           | 制作数 | 年   |
| ---- | ------------ | ------ | ---- |
| 1    | インド       | 1,813  | 2018 |
| 2    | ナイジェリア | 997    | 2011 |
| 3    | 中国         | 874    | 2017 |
| 4    | 日本         | 689    | 2019 |
| 5    | アメリカ     | 660    | 2017 |
| 6    | 韓国         | 339    | 2016 |
| 7    | フランス     | 300    | 2017 |
| 8    | イギリス     | 285    | 2017 |
| 9    | スペイン     | 241    | 2017 |
| 10   | ドイツ       | 233    | 2017 |
| 11   | アルゼンチン | 220    | 2015 |
| 12   | メキシコ     | 176    | 2017 |
| 13   | イタリア     | 173    | 2017 |
| 14   | ブラジル     | 160    | 2017 |
| 15   | トルコ       | 148    | 2017 |

### 興行収入順
| 順位 | 国             | 興行収入 (10億US$) | 年   | 興行収入における 自国映画の割合 |
| ---- | -------------- | ------------------ | ---- | ------------------------------- |
| N/A  | 世界総計       | 41.7               | 2018 | N/A                             |
| 1    | アメリカ       | 11.08              | 2018 | 88.8% (2015)                    |
| 2    | 中国           | 9.15               | 2018 | 62% (2018)                      |
| 3    | インド         | 2.36               | 2018 | 85% (2015)                      |
| 4    | 日本           | 2.39               | 2019 | 54.4% (2019)                    |
| 5    | イギリス       | 1.72               | 2018 | 44.3% (2017)                    |
| 6    | 韓国           | 1.6                | 2017 | 52.2% (2015)                    |
| 7    | フランス       | 1.5                | 2018 | 36.2% (2017)                    |
| 8    | ドイツ         | 1.11               | 2018 | 26.3% (2017)                    |
| 9    | ロシア         | 1.0                | 2017 | 17.4% (2015)                    |
| 10   | オーストラリア | 0.95               | 2018 | 4.1% (2017)                     |
| 11   | ブラジル       | 0.9                | 2017 | 8.9% (2017)                     |
| 12   | メキシコ       | 0.87               | 2018 | 6.6% (2017)                     |
| 13   | カナダ         | 0.76               | 2017 | 3.2% (2017)                     |
| 14   | スペイン       | 0.7                | 2017 | 17.4% (2017)                    |
| 15   | イタリア       | 0.7                | 2017 | 17.6% (2017)                    |

### 入場券販売数順
ユネスコ統計研究所によると、チケット販売数で上位の国々は以下のようになっている。
| 順位 | 国       | 入場券販売数 (100万枚) | 年   | 1人あたり入場券販売枚数 |
| ---- | -------- | ---------------------- | ---- | ----------------------- |
| 1    | インド   | 2,020                  | 2016 | 1.55                    |
| 2    | 中国     | 1,620                  | 2017 | 1.16                    |
| 3    | アメリカ | 1,240                  | 2017 | 3.78                    |
| 4    | メキシコ | 338                    | 2017 | 2.68                    |
| 5    | 韓国     | 217                    | 2016 | 4.25                    |
| 6    | ロシア   | 213                    | 2017 | 1.48                    |
| 7    | フランス | 206                    | 2017 | 3.07                    |
| 8    | 日本     | 194                    | 2019 | 1.54                    |
| 9    | ブラジル | 181                    | 2017 | 0.87                    |
| 10   | イギリス | 171                    | 2017 | 2.59                    |

## 映画作品の制作にかかわる人々
映画制作の最高責任者は映画プロデューサーである。プロデューサーが、企画の選択、資金調達、予算規模の決定や配分の大枠の設定、配給先候補（映画館系列）との交渉、宣伝戦略の検討や決定、監督の人選、俳優の人選、ファイナルカットの判断、等々を行う。
プロデューサーの権限は、最大である。監督よりも強く、監督の仕事ぶりの善し悪しを判断し、場合によっては撮影の途中で監督を解雇し、別の監督にすげかえる、ということすら行う。
ある程度以上の規模の映画となると、制作するには巨額な費用がかかるもので、まずは制作のための費用を調達しなければ、ならない。資金調達が最大の、そして根本的な土台として必要で、それができなければ、予算を組むことができず、資金の配分割合も決められず、撮影計画の立案も、映画スタッフの手配も、機材の手配も、何もできない。
映画は、非常に多数・多種類の、専門職的なスタッフたちによって制作される。映画は、たとえば脚本家、プロダクション・マネージャー（撮影スケジュールの管理や撮影道具の現地搬送の管理）、カメラ（撮影監督、カメラ技師　等）、照明、録音技師、「美術」（画面に登場する物品類の構想、調達、デザイン、制作など）、メイクアップ（化粧）、衣装関連職（スタイリスト、衣装デザイナー、衣装制作者 等々）、音楽（作曲家、作詞家、歌手、演奏家、指揮者 等々）、VFX...といったように、ざっくりと分けても数十種類、細分すると数百種類におよぶ専門家たちが各自の役割を果たして成立する。映画というのは、そうしたさまざまな人々の能力を結集させることによって作られる「総合芸術」である。大規模な映画になると、数千人以上もの人々がかかわるため、エンドロール（制作関係者の表示）も膨大なものとなる。
監督

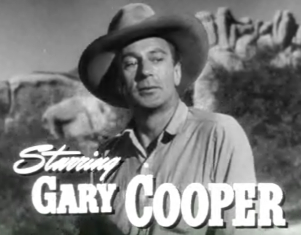
西部劇『無宿者』（1945年）のゲイリー・クーパー
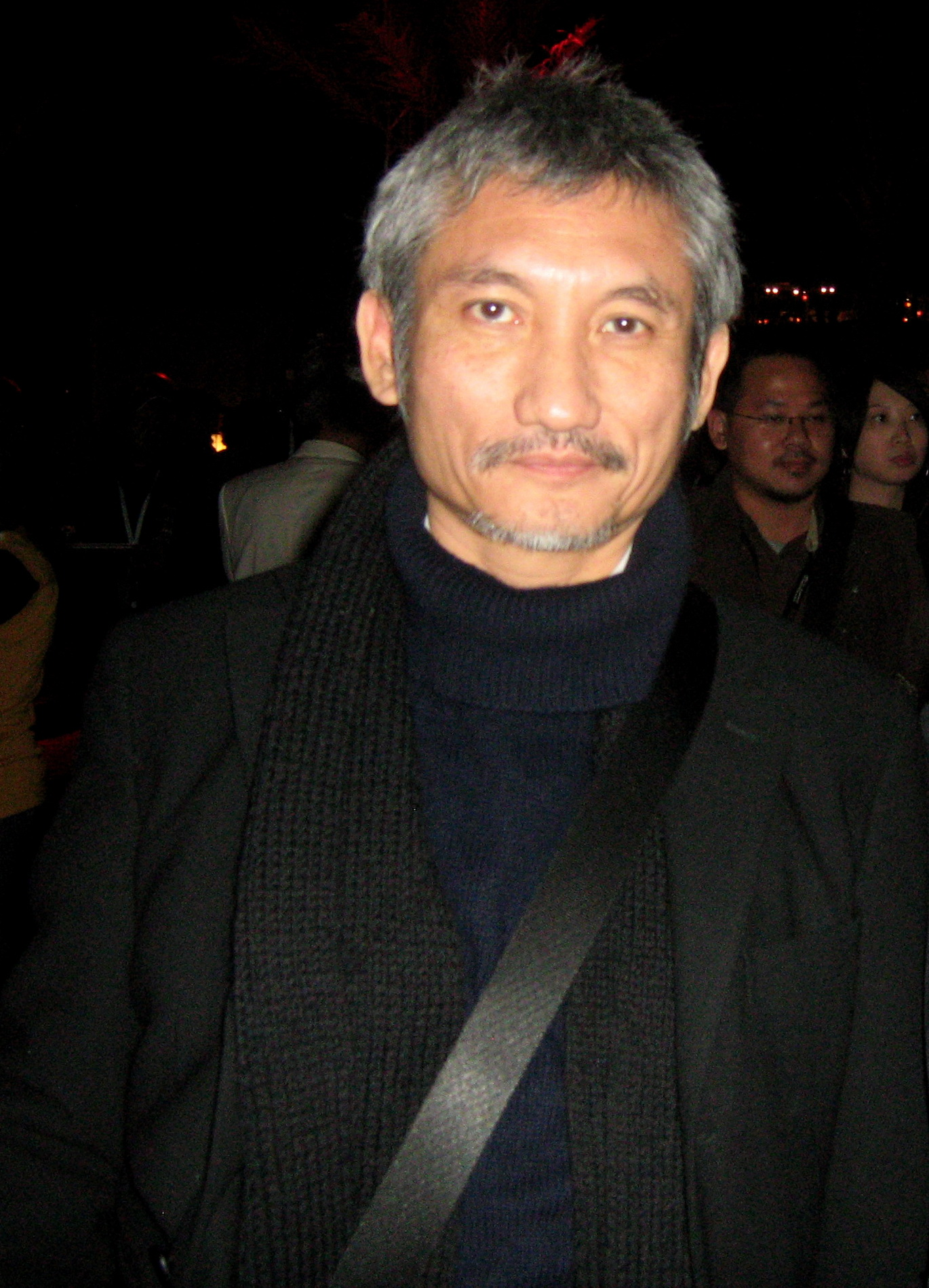
『香港のスピルバーグ』と呼ばれることもあるツイ・ハーク監督、香港は中国映画と一線を画し、カンフー映画を中心に独創的な表現を生み出した。
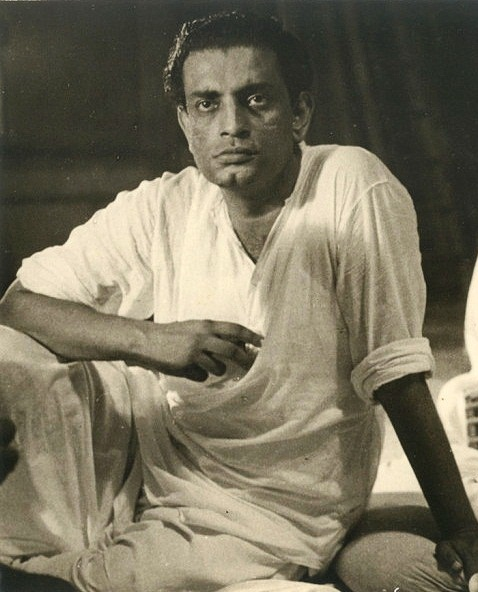
映画大国インドの巨匠サタジット・レイ

## 個人制作の映画
現在、個人ないし少人数のアマチュアグループでの映画撮影は、カメラ一体型VTRで行われるのが普通である。2000年代前半からDVDやメモリー素子に記録することで、磁気テープを使用しないデジタルビデオが普及しているが、DVビデオも現役である。
安価な機材は個人制作の映画の必須条件ではなく、ジョージ・ルーカスの個人制作である『スター・ウォーズ』新三部作などは当時の商業映画と同じ機材を使用している。
アナログ式のビデオテープレコーダが普及する以前は、8ミリフィルムで撮影するのが主流であった。業務用の35ミリフィルムは、個人では機材の調達が困難（カメラに限っても、購入だと数百万円必要であり、「保守に信用がおけない」ため、個人向けのレンタルはほとんど行われていない）であり、またフィルムも高価であった。よって、個人向けに、小さなフィルムを使うことでフィルム代や現像代といった感材費をおさえた。
一方、1980年代にベータカムが普及するまでは、テレビ局での野外撮影や、上述のテレビ映画には16ミリフィルムが用いられることが多かった。16ミリであれば、35ミリに比較すれば安価な制作が可能であり、個人でも「手を伸ばせば、何とかなる」ものであったため、「16ミリでの映画制作」が、「アマチュアにおけるゴール」とみなされてきた時代が長く続いた。
更に安価で手軽になった8ミリフィルムでの映画制作については、8ミリ映画の項も参照のこと。
デジタル式ビデオカメラとPCベースのノンリニア編集機材の低価格化により、アルビン・トフラーの『第三の波』に登場する生産消費者が台頭しつつある。またプロユースでもノンリニア編集システムと連動した映像管理ソフトなどが利用されている。
YouTubeなど動画サイトを用いた、誰でも簡単に表現する場ができて、映像の個人製作をめぐる状況が大きく変化してきている。上映する場所もプロジェクションマッピングなどの発達とともに、「映画」と「映像作品」の距離が縮まっている。
日本では、明治時代から個人撮影の映画が制作され始めた。戦前から一部でカラーフィルムで撮影が行われ、NHKで2003年に『BSプライムタイム 映像記録 昭和の戦争と平和 カラーフィルムでよみがえる時代の表情』前編後編、『NHKスペシャル 映像記録・昭和の戦争と平和～カラーフィルムでよみがえる時代の表情～』、2006年に『BS特集 カラー映像記録 よみがえる昭和初期の日本』 前編後編と計3本で取り上げられた。
2017年には堀貴秀監督が独学で個人製作した『JUNK HEAD』がファンタジア国際映画祭で最優秀長編アニメーション賞を獲得。ファンタスティック映画祭で新人監督賞を受賞した。

## 映画作品の基本要素
「日本映画の父」と言われた牧野省三によると、映画には三要素があるとのことで、『スジ・ヌケ・ドウサ』の順である、とした。スジは脚本、ヌケは映像美、ドウサは役者の演技を指す。
一方、ブリタニカ国際大百科事典小項目事典の「映画」の項目の解説では、「映画はシナリオ、演出、カメラ・ワーク、編集の四つの基本となる要素を組み合わせて制作される。」と、4つの要素を挙げている。

## 原作との関係・文字による芸術との関係
映画は、もともと映画のためだけにプロット（筋書きのエッセンス）が書かれ、映画のためだけに脚本が書かれることが多いが、あらかじめ小説などがあり、後から「映画化」が行われることもある。また日本やアメリカなど、漫画やコミックがさかんな一部の国では、それを原作として映画がつくられることがある。なお、アニメーションはもともと映画との関係が深く、昭和50年代までは日本においてアニメーションは「漫画映画」の名で呼ばれることもあった。
沼野充義は「単純にスローガン的に、文学を原作にした映画の効用」として3つあげている。
一つは「原作と違うといって文句を言える」こと。
二番目に「文学では見てはいけないものを映画にすると見ることができる」ということ。例えば、ワレーリイ・フォーキン監督 『変身』など、カフカが映像化したくなかったかもしれないものを映像化している。
三番目は「読み切れない作品を二時間程度で読んだ気になれる」ということ。例えば『戦争と平和』などは3時間あるが、絢爛豪華な歴史世界を映画で見ることができるし、いつか原作を読もうという気持にさせる。

## 映画産業
- 映画産業
  - ハリウッド - アメリカにおける映画産業の中心地
  - ボリウッド
- 映画配給
- 映画の配信媒体
  - 映画館
  - オリジナルビデオ
  - テレビ映画
  - ネット配信
- レンタルビデオ - 個室ビデオ
- 映画会社
- 映画学校
- 映画雑誌の一覧（英語版）
- 映倫 - 日本ビデオ倫理協会
- プログラム冊子（英語版）、パンフレット

宣伝
- 映画ポスター
- 映画看板 ‐昭和では映画館の正面に手書きで絵看板が描かれた[33][34][35]。

## 関連施設
- 映画スタジオ(映画撮影所)、メジャー映画スタジオ
- 売店(Concession stand) - 映画館内の売店など。1930年代以前では映画館内に売店は置かれていなかったが、世界大恐慌で収益を確保するために売店が一般的となった[36]。

博物館
- 国立映画アーカイブ - 日本
- 国立映画博物館 - イタリア

## 文化における映画の役割
映画は、効果的な異文化対話の能力から、教育や宣伝など、さまざまな目的で使用される。目的が主に教育である場合、映画は "教育映画" と呼ばれる。映画はプロパガンダであり、全体または一部である場合がある。ナチス・ドイツでレニ・リーフェンシュタールが製作した映画、第二次世界大戦中のアメリカの戦争映画予告編、またはセルゲイ・エイゼンシュテインによってスターリンの下で製作された芸術映画など、部分的または完全にプロパガンダとして使用されることがあるしかし、アンジェイ・ワイダの映画、アンドレイ・タルコフスキーの映画のように彼らは政治的抗議の作品でもある可能性がある。同じ映画は、一部の人々にとって教育的と見なされる一方で、他の人々にとってはプロパガンダと見なされる可能性があり、映画の分類は主観的であるからである。